# Lista de membros do elenco de Star Wars no cinema

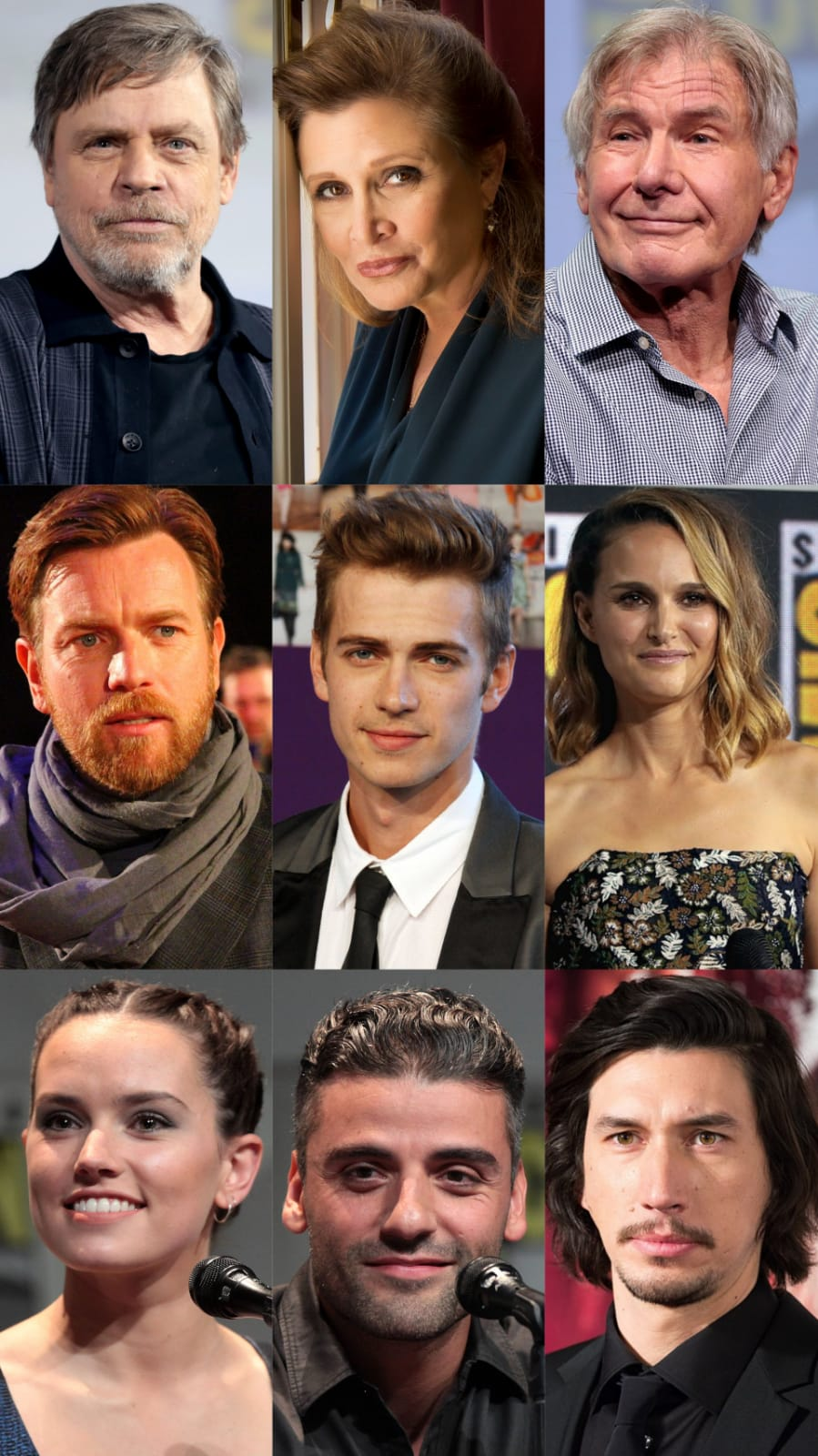
Protagonistas da "Saga Skywalker" do universo cinematográfico de Star Wars. Na primeira fileira: Mark Hamill, Carrie Fisher e Harrison Ford (da "Trilogia Original"); na segunda fileira: Ewan McGregor, Hayden Christensen e Natalie Portman (da "Trilogia Prequela"); na terceira fileira: Daisy Ridley, Oscar Isaac e Adam Driver (da "Trilogia Sequência").

Star Wars é uma renomada franquia midiática e universo fictício compartilhado que serve de cenário para diversas séries televisivas protagonizados pelos personagens criados por George Lucas. Desde sua estreia ao público na década de 1970, os vários personagens da franquia têm sido interpretados ou dublados por diversos atores.
A franquia cinematográfica Star Wars é composta por um total de onze filmes divididos em dois arcos narrativos: a "Saga Skywalker" (composta por três trilogias cronologicamente interligadas) e a "Série de Antologias" (composta, até o momento, por dois filmes independentes cuja narrativa está inserida entre os hiatos dos demais filmes). A Saga Skywalker abrange nove filmes divididos em Trilogia Original (1977-1983), Trilogia Prequela (1999-2005) e Trilogia Sequência (2015-2019). A Trilogia Original teve início com o filme-título (comercializado posteriormente como Episode IV: A New Hope) em 1977, seguido por The Empire Strikes Back (1980) e Return of the Jedi (1983); a Trologia Prequela consiste nos filmes The Phantom Menace (1999), Attack of the Clones (2002) e Revenge of the Sith (2005). Exatamente uma década mais tarde, a Lucasfilm foi adquirida pela The Walt Disney Company que deu início a uma nova trilogia dentro da mesma sequência narrativa intitulada "Trilogia Sequência" e que conta com os filmes The Force Awakens (2015), The Last Jedi (2017) e The Rise of Skywalker (2019).
O universo cinematográfico de Star Wars engloba uma amplitude de atores e atrizes em papéis principais e secundários significantes. Alguns dos filmes são estrelados por um elenco conjunto devido à complexidade das tramas retratadas, como é o caso dos filmes da Trilogia Original que foram estrelados por Mark Hamill, Harrison Ford e Carrie Fisher como os protagonistas Luke Skywalker, Han Solo e Leia Organa, respectivamente. Paralelamente, estes filmes contaram com Billy Dee Williams como o coadjuvante Lando Calrissian (personagem que retornaria em outros filmes sobre o personagem Han Solo), Jeremy Bulloch como o anti-herói Boba Fett enquanto James Earl Jones e David Prowse dividiram a voz e atuação do antagonista principal Darth Vader. O Mestre Jedi Obi-Wan Kenobi, que teve interpretação aclamada de Alec Guinness nos primeiros filmes, passa de coadjuvante à protagonista da saga nos filmes seguintes (de 1999 a 2005), sendo parte significante dos eventos decorrentes.
A Trilogia Prequela - que narra as origens de Anakin Skywalker e os eventos derradeiros da República Galáctica - é estrelada principalmente por Ewan McGregor numa versão mais jovem de Obi-Wan Kenobi, Natalie Portman como Padmé Amidala e Liam Neeson como Mestre Qui-Gon Jinn enquanto Jake Lloyd e Hayden Christensen interpretam fases distintas de Anakin Skywalker. Esta fase da história narrativa conta com as atuações de Ian McDiarmid e Christopher Lee como os antagonistas Sheev Palpatine e Conde Dooku. Como a trama foi filmada de maneira retroativa - ou seja, os primeiros filmes produzidos narram os eventos posteriores aos retratados na segunda trilogia - alguns membros do elenco original reprisaram seus papéis em outras sequências. Na Trilogia Sequência, Ford, Hamill e Fisher reassumem seus papéis e contracenam com Adam Driver (como o antagonista Kylo Ren) e Daisy Ridley e John Boyega como os protagonistas Rey e Finn, respectivamente.
Anthony Daniels é o único membro do elenco a reprisar seu papel em todos os filmes da franquia, co-estrelando como o droide C-3PO em toda a "Saga Skywalker". Os atores Frank Oz (que dá voz ao Mestre Yoda) e Kenny Baker (responsável pelas performances do droide R2-D2) também figuram em grande parte dos filmes da franquia incluindo spin-offs, como Rogue One (2016) e Solo: A Star Wars Story (2018).

## Saga Skywalker
| Personagem           | Filme                               | Filme                               | Filme                               | Filme                        | Filme                           | Filme                                     | Filme                       | Filme                         | Filme                         |
| Personagem           | Trilogia Original                   | Trilogia Original                   | Trilogia Original                   | Trilogia Prequela            | Trilogia Prequela               | Trilogia Prequela                         | Trilogia Sequela            | Trilogia Sequela              | Trilogia Sequela              |
| Personagem           | IV: A New Hope (1977)               | V: The Empire Strikes Back (1980)   | VI: Return of the Jedi (1983)       | I: The Phantom Menace (1999) | II: Attack of the Clones (2002) | III: Revenge of the Sith (2003)           | The Force Awakens (2015)    | The Last Jedi (2017)          | The Rise of Skywalker (2019)  |
| -------------------- | ----------------------------------- | ----------------------------------- | ----------------------------------- | ---------------------------- | ------------------------------- | ----------------------------------------- | --------------------------- | ----------------------------- | ----------------------------- |
| Adi Gallia           |                                     |                                     |                                     | Gin Clarke                   |                                 |                                           |                             |                               |                               |
| Agen Kolar           |                                     |                                     |                                     |                              | Tux Akindoyeni                  | Tux Akindoyeni                            |                             |                               |                               |
| Almirante Ackbar     |                                     |                                     | Erik Bauersfeld                     |                              |                                 |                                           | Tom Kane                    | Tom Kane                      |                               |
| Almirante Motti      | Richard LeParmentier                |                                     |                                     |                              |                                 |                                           |                             |                               |                               |
| Almirante Piett      |                                     | Kenneth Colley                      | Kenneth Colley                      |                              |                                 |                                           |                             |                               |                               |
| Anakin Skywalker     |                                     |                                     | Sebastian Lewis Shaw                | Jake Lloyd                   | Hayden Christensen              | Hayden Christensen                        |                             |                               |                               |
| Armitage Hux         |                                     |                                     |                                     |                              |                                 |                                           | Domhnall Gleeson            | Domhnall Gleeson              | Domhnall Gleeson              |
| Aayla Secura         |                                     |                                     |                                     |                              | Amy Allen                       | Amy Allen                                 |                             |                               |                               |
| Bail Organa          |                                     |                                     |                                     |                              | Jimmy Smits                     | Jimmy Smits                               |                             |                               |                               |
| Breha Organa         |                                     |                                     |                                     |                              |                                 | Rebecca Jackson Mendoza                   |                             |                               |                               |
| Beru Lars            | Shelagh Fraser                      |                                     |                                     |                              | Bonnie Piesse                   | Bonnie Piesse                             |                             |                               |                               |
| BB-8                 |                                     |                                     |                                     |                              |                                 |                                           | Dave Chapman                | Bill Hader Ben Schwartz (voz) | Bill Hader Ben Schwartz (voz) |
| Bib Fortuna          |                                     |                                     | Michael Carter                      | Matthew Wood                 |                                 |                                           |                             |                               |                               |
| Biggs Darklighter    | Garrick Hagon                       |                                     |                                     |                              |                                 |                                           |                             |                               |                               |
| Boba Fett            |                                     | Jeremy Bulloch                      | Jeremy Bulloch                      |                              | Daniel Logan                    |                                           |                             |                               |                               |
| Bren Derlin          |                                     | John Ratzenberger                   |                                     |                              |                                 |                                           |                             |                               |                               |
| C-3PO                | Anthony Daniels                     | Anthony Daniels                     | Anthony Daniels                     | Anthony Daniels              | Anthony Daniels                 | Anthony Daniels                           | Anthony Daniels             | Anthony Daniels               | Anthony Daniels               |
| Cassio Tagge         | Don Henderson                       |                                     |                                     |                              |                                 |                                           |                             |                               |                               |
| Chefe Jawa           | Jack Purvis                         |                                     |                                     |                              |                                 |                                           |                             |                               |                               |
| Chewbacca            | Peter Mayhew                        | Peter Mayhew                        | Peter Mayhew                        |                              |                                 | Peter Mayhew                              | Peter Mayhew                | Joonas Suotamo                | Joonas Suotamo                |
| Conan Motti          | Richard LeParmentier                |                                     |                                     |                              |                                 |                                           |                             |                               |                               |
| Conde Dooku          |                                     |                                     |                                     |                              | Christopher Lee                 | Christopher Lee                           |                             |                               |                               |
| Darth Maul           |                                     |                                     |                                     | Ray Park                     |                                 |                                           |                             |                               |                               |
| Darth Vader          | David Prowse James Earl Jones (voz) | David Prowse James Earl Jones (voz) | David Prowse James Earl Jones (voz) |                              |                                 | Hayden Christensen James Earl Jones (voz) |                             |                               |                               |
| Depa Billaba         |                                     |                                     |                                     | Dipika O'Neill Joti          | Dipika O'Neill Joti             |                                           |                             |                               |                               |
| Derek Klivian        |                                     | Richard Oldfield                    |                                     |                              |                                 |                                           |                             |                               |                               |
| Dexter Jettster      |                                     |                                     |                                     |                              | Ronald Falk                     |                                           |                             |                               |                               |
| DJ                   |                                     |                                     |                                     |                              |                                 |                                           |                             | Benicio del Toro              |                               |
| Eeth Koth            |                                     |                                     |                                     | Hassani Shapi                | Hassani Shapi                   |                                           |                             |                               |                               |
| Finn FN-2187         |                                     |                                     |                                     |                              |                                 |                                           | John Boyega                 | John Boyega                   | John Boyega                   |
| General Grievous     |                                     |                                     |                                     |                              |                                 | Matthew Wood                              |                             |                               |                               |
| Finis Valorum        |                                     |                                     |                                     | Terence Stamp                |                                 |                                           |                             |                               |                               |
| General Rieekan      |                                     | Bruce Boa                           |                                     |                              |                                 |                                           |                             |                               |                               |
| General Tagge        | Don Henderson                       |                                     |                                     |                              |                                 |                                           |                             |                               |                               |
| Han Solo             | Harrison Ford                       | Harrison Ford                       | Harrison Ford                       |                              |                                 |                                           | Harrison Ford               |                               |                               |
| Hermione Bagwa       |                                     |                                     |                                     |                              | Susie Porter                    |                                           |                             |                               |                               |
| Vice Almirante Holdo |                                     |                                     |                                     |                              |                                 |                                           |                             | Laura Dern                    |                               |
| O Imperador          |                                     | Marjorie Eaton Clive Revill (voz)   | Marjorie Eaton Clive Revill (voz)   |                              |                                 |                                           |                             |                               | Ian McDiarmid                 |
| Jabba, o Hutt        |                                     |                                     | David Barclay                       |                              |                                 |                                           |                             |                               |                               |
| Jan Dodonna          | Alex McCrindle                      |                                     |                                     |                              |                                 |                                           |                             |                               |                               |
| Jango Fett           |                                     |                                     |                                     |                              | Temuera Morrison                |                                           |                             |                               |                               |
| Jar Jar Binks        |                                     |                                     |                                     | Ahmed Best                   | Ahmed Best                      | Ahmed Best                                |                             |                               |                               |
| Jess Testor Pava     |                                     |                                     |                                     |                              |                                 |                                           | Jessica Henwick             |                               |                               |
| Jocasta Nu           |                                     |                                     |                                     |                              | Alethea McGrath                 |                                           |                             |                               |                               |
| Kendal Ozzel         |                                     | Michael Sheard                      |                                     |                              |                                 |                                           |                             |                               |                               |
| Ki-Adi-Mundi         |                                     |                                     |                                     | Silas Carson                 | Silas Carson                    | Silas Carson                              |                             |                               |                               |
| Kit Fisto            |                                     |                                     |                                     |                              | Zachariah Jensen                | Ben Cooke                                 |                             |                               |                               |
| Korr Sella           |                                     |                                     |                                     |                              |                                 |                                           | Maisie Richardson-Sellers   |                               |                               |
| Kylo Ren             |                                     |                                     |                                     |                              |                                 |                                           | Adam Driver                 | Adam Driver                   | Adam Driver                   |
| Lama Su              |                                     |                                     |                                     |                              | Anthony Phelan                  |                                           |                             |                               |                               |
| Lando Calrissian     |                                     | Billy Dee Williams                  | Billy Dee Williams                  |                              |                                 |                                           |                             |                               |                               |
| Leia Organa          | Carrie Fisher                       | Carrie Fisher                       | Carrie Fisher                       |                              |                                 |                                           | Carrie Fisher               | Carrie Fisher                 | Carrie Fisher                 |
| Lobot                |                                     | John Hollis                         |                                     |                              |                                 |                                           |                             |                               |                               |
| Lorth Needa          |                                     | Michael Culver                      |                                     |                              |                                 |                                           |                             |                               |                               |
| Luke Skywalker       | Mark Hamill                         | Mark Hamill                         | Mark Hamill                         |                              |                                 |                                           | Mark Hamill                 | Mark Hamill                   | Mark Hamill                   |
| Mace Windu           |                                     |                                     |                                     | Samuel L. Jackson            | Samuel L. Jackson               | Samuel L. Jackson                         |                             |                               |                               |
| Mas Amedda           |                                     |                                     |                                     | Jerome Blake                 | David Bowers                    | Jerome Blake David Bowers                 |                             |                               |                               |
| Maximilian Veers     |                                     | Julian Glover                       |                                     |                              |                                 |                                           |                             |                               |                               |
| Maz Kanata           |                                     |                                     |                                     |                              |                                 |                                           | Lupita Nyong'o              | Lupita Nyong'o                | Lupita Nyong'o                |
| Mon Mothma           |                                     |                                     | Caroline Blakiston                  |                              |                                 | Genevieve O'Reilly                        |                             |                               |                               |
| Nien Nunb            |                                     |                                     | Mike Quinn                          |                              |                                 |                                           | Mike Quinn                  | Mike Quinn                    | Mike Quinn                    |
| Nute Gunray          |                                     |                                     |                                     | Silas Carson                 | Silas Carson                    | Silas Carson                              |                             |                               |                               |
| Obi-Wan Kenobi       | Alec Guinness                       | Alec Guinness                       | Alec Guinness                       | Ewan McGregor                | Ewan McGregor                   | Ewan McGregor                             | Alec Guinness Ewan McGregor |                               |                               |
| Oppo Rancisis        |                                     |                                     |                                     | Jerome Blake                 | Jerome Blake                    |                                           |                             |                               |                               |
| Owen Lars            | Phil Brown                          |                                     |                                     |                              | Joel Edgerton                   | Joel Edgerton                             |                             |                               |                               |
| Padmé Amidala        |                                     |                                     |                                     | Natalie Portman              | Natalie Portman                 | Natalie Portman                           |                             |                               |                               |
| Phasma               |                                     |                                     |                                     |                              |                                 |                                           | Gwendoline Christie         |                               | Gwendoline Christie           |
| Poe Dameron          |                                     |                                     |                                     |                              |                                 |                                           | Oscar Isaac                 | Oscar Isaac                   | Oscar Isaac                   |
| Plo Koon             |                                     |                                     |                                     |                              | Alan Ruscoe                     | Matt Sloan                                | Matt Sloan                  |                               |                               |
| Quarsh Panaka        |                                     |                                     |                                     | Hugh Quarshie                |                                 |                                           |                             |                               |                               |
| Qui-Gon Jinn         |                                     |                                     |                                     | Liam Neeson                  | Liam Neeson                     |                                           |                             |                               |                               |
| R2-D2                | Kenny Baker                         | Kenny Baker                         | Kenny Baker                         | Kenny Baker                  | Kenny Baker                     | Kenny Baker                               | Jimmy Vee                   | Jimmy Vee                     | Jimmy Vee                     |
| Raymus Antilles      | Peter Geddis                        |                                     |                                     |                              |                                 | Rohan Nichol                              |                             |                               |                               |
| Rey                  |                                     |                                     |                                     |                              |                                 |                                           | Daisy Ridley                | Daisy Ridley                  | Daisy Ridley                  |
| Rose Tico            |                                     |                                     |                                     |                              |                                 |                                           | Kelly Marie Tran            |                               | Kelly Marie Tran              |
| Rugor Nass           |                                     |                                     |                                     | Brian Blessed (voz)          |                                 |                                           |                             |                               |                               |
| Sabé                 |                                     |                                     |                                     | Keira Knightley              |                                 |                                           |                             |                               |                               |
| Sio Bibble           |                                     |                                     |                                     | Oliver Ford Davies           | Oliver Ford Davies              | Oliver Ford Davies                        |                             |                               |                               |
| Shaak Ti             |                                     |                                     |                                     |                              | Orli Shoshan                    |                                           |                             |                               |                               |
| Sheev Palpatine      |                                     |                                     |                                     | Ian McDiarmid                | Ian McDiarmid                   | Ian McDiarmid                             |                             |                               |                               |
| Shmi Skywalker       |                                     |                                     |                                     | Pernilla August              | Pernilla August                 |                                           |                             |                               |                               |
| Sio Bibble           |                                     |                                     |                                     | Oliver Ford Davies           | Oliver Ford Davies              | Oliver Ford Davies                        |                             |                               |                               |
| Líder Supremo Snoke  |                                     |                                     |                                     |                              |                                 |                                           | Andy Serkis                 | Andy Serkis                   | Andy Serkis                   |
| Stass Allie          |                                     |                                     |                                     | Gin Clarke                   | Lily Nyamwasa                   |                                           |                             |                               |                               |
| Taun We              |                                     |                                     |                                     |                              | Rena Owen                       |                                           |                             |                               |                               |
| Temmin Wexley        |                                     |                                     |                                     |                              |                                 |                                           | Greg Grunberg               |                               | Greg Grunberg                 |
| Unkar Plutt          |                                     |                                     |                                     |                              |                                 |                                           | Simon Pegg                  |                               |                               |
| Ushos Statura        |                                     |                                     |                                     |                              |                                 |                                           | Ken Leung                   |                               |                               |
| Vanden Willard       | Eddie Byrne                         |                                     |                                     |                              |                                 |                                           |                             |                               |                               |
| Watto                |                                     |                                     |                                     | Andy Secombe                 | Andy Secombe                    |                                           |                             |                               |                               |
| Wedge Antilles       | Denis Lawson                        | Denis Lawson                        | Denis Lawson                        |                              |                                 |                                           |                             |                               |                               |
| Wicket W. Warrick    |                                     |                                     | Warwick Davis                       |                              |                                 |                                           |                             |                               | Warwick Davis                 |
| Wilhuff Tarkin       | Peter Cushing                       |                                     |                                     |                              |                                 | Wayne Pygram                              |                             |                               |                               |
| Yarael Poof          |                                     |                                     |                                     | Michelle Taylor              |                                 |                                           |                             |                               |                               |
| Yaddle               |                                     |                                     |                                     | Phil Eason                   |                                 |                                           |                             |                               |                               |
| Yoda                 |                                     | Frank Oz (voz)                      | Frank Oz (voz)                      | Frank Oz (voz)               | Frank Oz (voz)                  | Frank Oz (voz)                            |                             | Frank Oz                      |                               |

## Série Antologias
| Personagem           | Filme                              | Filme                         | Filme                 |
| Personagem           | Rogue One A Star Wars Story (2016) | Solo A Star Wars Story (2018) | Rogue Squadron (2023) |
| -------------------- | ---------------------------------- | ----------------------------- | --------------------- |
| Bail Organa          | Jimmy Smits                        |                               |                       |
| Baze Malbus          | Jiang Wen                          |                               |                       |
| Bink Otauna          |                                    | Toby Hefferman                |                       |
| Bodhi Rook           | Riz Ahmed                          |                               |                       |
| C-3PO                | Anthony Daniels                    |                               |                       |
| Cassian Andor        | Diego Luna                         |                               |                       |
| Chewbacca            |                                    | Joonas Suotamo                |                       |
| Chirrut Îmwe         | Donnie Yen                         |                               |                       |
| Darth Maul           |                                    | Ray Park                      |                       |
| Darth Vader          | James Earl Jones                   |                               |                       |
| Dryden Vos           |                                    | Paul Bettany                  |                       |
| Enfys Nest           |                                    | Erin Kellyman                 |                       |
| Galen Erso           | Mads Mikkelsen                     |                               |                       |
| Grand Moff Tarkin    | Guy Henry                          |                               |                       |
| Han Solo             |                                    | Alden Ehrenreich              |                       |
| Jyn Erso             | Felicity Jones                     |                               |                       |
| K-2SO                | Alan Tudyk                         |                               |                       |
| L3-37                |                                    | Phoebe Waller-Bridge          |                       |
| Lady Proxima         |                                    | Linda Hunt                    |                       |
| Lando Calrissian     |                                    | Donald Glover                 |                       |
| Princesa Leia Organa | Ingvild Deila                      |                               |                       |
| Mon Mothma           | Genevieve O'Reilly                 |                               |                       |
| Orson Krennic        | Ben Mendelsohn                     |                               |                       |
| Qi'ra                |                                    | Emilia Clarke                 |                       |
| Quay Tolsite         |                                    | Dee Tails                     |                       |
| R2-D2                | Jimmy Vee                          |                               |                       |
| Almirante Raddus     | Stephen Stanton                    |                               |                       |
| Ralakili             |                                    | Clint Howard                  |                       |
| Saw Gerrera          | Forest Whitaker                    |                               |                       |
| Tag Greenley         |                                    | Jonathan Kasdan               |                       |
| Tobias Beckett       |                                    | Woody Harrelson               |                       |
| Val                  |                                    | Thandiwe Newton               |                       |
| Weazel               |                                    | Warwick Davis                 |                       |

## Prêmios e indicações
| Ano  | Premiação      | Categoria                         | Indicado(s)        | Filme                               | Resultado | Ref. |
| ---- | -------------- | --------------------------------- | ------------------ | ----------------------------------- | --------- | ---- |
| 1978 | Óscar          | Melhor Ator Secundário            | Alec Guinness      | Episode IV – A New Hope             | Indicado  |      |
| 1978 | Globo de Ouro  | Melhor Ator Coadjuvante em Cinema | Alec Guinness      | Episode IV – A New Hope             | Indicado  |      |
| 1978 | Prêmio Saturno | Melhor Ator Coadjuvante em Cinema | Alec Guinness      | Episode IV – A New Hope             | Indicado  |      |
| 1978 | Prêmio Saturno | Melhor Ator em Cinema             | Harrison Ford      | Episode IV – A New Hope             | Indicado  |      |
| 1981 | Prêmio Saturno | Melhor Ator em Cinema             | Mark Hamill        | Episode V – The Empire Strikes Back | Venceu    |      |
| 1981 | Prêmio Saturno | Melhor Ator Coadjuvante em Cinema | Billy Dee Williams | Episode V – The Empire Strikes Back | Indicado  |      |
| 2003 | Prêmio Saturno | Melhor Atriz em Cinema            | Natalie Portman    | Episode II – Attack of the Clones   | Indicado  |      |